# Волнат (Канзас)
Волнат (англ. Walnut) — місто (англ. city) в США, в окрузі Кроуфорд штату Канзас. Населення — 187 осіб (2020).

## Географія
Волнат розташований за координатами 37°36′1″ пн. ш. 95°4′30″ зх. д. / 37.60028° пн. ш. 95.07500° зх. д. (37.600370, -95.075090).  За даними Бюро перепису населення США в 2010 році місто мало площу 2,59 км², з яких 2,55 км² — суходіл та 0,03 км² — водойми. В 2017 році площа становила 3,86 км², з яких 3,82 км² — суходіл та 0,04 км² — водойми.

## Демографія
Згідно з переписом 2010 року, у місті мешкало 220 осіб у 84 домогосподарствах у складі 57 родин. Густота населення становила 85 осіб/км².  Було 108 помешкань (42/км²).
Расовий склад населення:
| - 96,8 % — білих - 1,8 % — корінних американців |

До двох чи більше рас належало 0,9 %. Частка іспаномовних становила 3,6 % від усіх жителів.
За віковим діапазоном населення розподілялося таким чином: 34,1 % — особи молодші 18 років, 56,8 % — особи у віці 18—64 років, 9,1 % — особи у віці 65 років та старші. Медіана віку мешканця становила 30,8 року. На 100 осіб жіночої статі у місті припадало 96,4 чоловіків;  на 100 жінок у віці від 18 років та старших — 110,1 чоловіків також старших 18 років.
Середній дохід на одне домашнє господарство  становив 35 245 доларів США (медіана — 26 944), а середній дохід на одну сім'ю — 39 793 долари (медіана — 35 000). За межею бідності перебувало 36,5 % осіб, у тому числі 43,5 % дітей у віці до 18 років та 7,7 % осіб у віці 65 років та старших.
Цивільне працевлаштоване населення становило 143 особи. Основні галузі зайнятості: освіта, охорона здоров'я та соціальна допомога — 31,5 %, транспорт — 18,2 %, будівництво — 16,8 %.